# Итаузское месторождение
Итаузское месторождение медных руд — расположено в Улытауском районе Карагандинской области, в 30 км к северо-западу от города Жезказган, часть Атбасар-Жезказган-Шуского медного пояса.
Открыто в 1955 году геологом В. М. Потапочкиным. Разведочные работы завершены в 1984 году (В. А. Струтынский, В. И. Ужва, А. Б. Байбатша и др.). Месторождение образует одно крыло Жезказганской синклинали. В структуру входят Таскудыкский и Жыландынский горизонты, сложенные алевролитами, песчаниками и конгломератами. Обнаружены 54 рудных тела различной формы, длина до 4590 м, ширина до 1500 м, мощностью 0,25—22,7 м. Среднее содержание меди 1,12 %. Минеральный состав: халькозин-борниты, халькопирит. Сопутствующие элементы: серебро (6,4 г/т) и рений (1,5—1,6 г/т). Небольшие линзы свинцово-цинковых руд, встречающиеся в нижних горизонтах месторождения, не имеют промышленного значения. Месторождение разрабатывается открытым способом корпорацией «Казахмыс».